# شفافیت (اجتماعی)

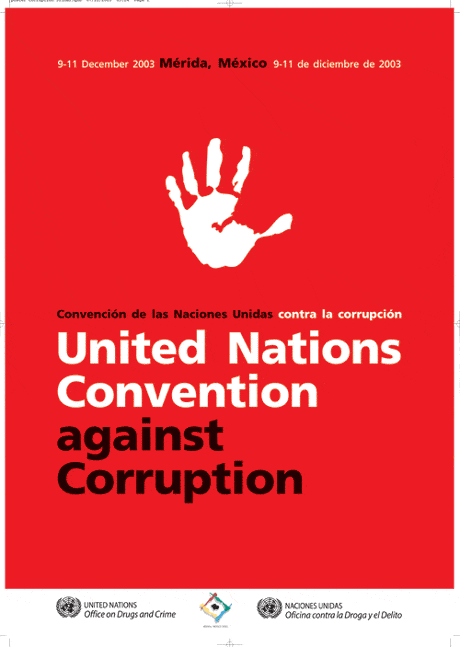
کنوانسیون ضد فساد سازمان ملل متحد UNCAC

شفافیت یک خاصیت عمومی است. این موضوع با یک سری از سیاست‌ها ، عملکردها و شیوه‌هایی پیش میرود که به شهروندان اجازه دسترسی ، استفاده ، سود بردن ، فهمیدن ، اصل اطلاع رسانی  و حسابرسیِ اطلاعات و روند برگزار شده آن‌ها توسط مراکز قدرت (جامعه یا سازمان ها) را می‌دهد. مکانیسم بازخورد این موضوعات از سمت شهروندان برای کامل کردن هدف والای شفافیت بسیار مهم می‌باشد.

## انگیزه
شفافیت برای مدت طولانی یک نیاز عمومی برای جوامع دموکراتیک بوده‌است. حق آگاهی و دسترسی به اطلاعات یک موضوع مهم در جوامع مدرن است.

## حوزه‌ها

### شفافیت سازمانی (برای سهامداران)
شفافیت در سازمان به اخلاق و مقدارحقیقتی که ر آن سازمان                   وجود دارد محدود می‌شود. (در صورتی که مقدار حقیقت تأیید شده و به درجه عینیت برسد). شفافیت همچنین به وسیلهٔ تأثیر سازمان مربوطه یا وابسته، به سهامدارانش هم مورد تجزیه و تحلیل قرار میگیرد. این تأثیرات مهم هستند برای اینکه معین شود که آیا فعالیت‌های سازمان سازگار با منافع جامعه می‌باشد یا خیر، آیا آن‌ها اخلاقی هستنند یا خیر و این که آیا این فعالیت‌ها نهادینه (یکپارچه‌سازی سازمانی) شده یا خیر.

### شفافیت هدف (برای مصرف کنندگان)
با استناد به فونگ و همکارانش از دانشگاه کمبریدج، "شفافیت هدف، به منظور کاهش ریسک‌های خاص یا مشکلات عملکردی مورد نظر می‌باشد، که باید از طریق بی پردی گویی از سمت شرکت‌ها و سازمان‌های دیگر تحقق پیدا کند . هوشمندانه بودن شفافیت هدف در تحرک به سمت انتخاب‌های فردی، نیروهای بازاری و دموکراسی مشارکتی که از طریق اقدام دولت نسبتاً راحت است نهفته است. "

### شفافیت اجتماعی (برای شهروندان)
شفافیت اجتماعی به شهروندان این امکان را می‌دهد تا آگاه تر باشند و به بی پرده گویی تشویق شوند و مانند تنظیم مکانیزمی از مرکز قدرت عمل کنند. پایه و بنیان اصول اخلاقی و حکومت جایی است که در آن منافع و نیازها شهروندان مورد تمرکز قرار بگیرند.